# Ghazaouet
Ghazaouet (früher Nemours; arabisch الغزوات, DMG al-Ġazawāt) ist eine nordwestalgerische Hafenstadt im gleichnamigen Distrikt der Provinz Tlemcen.

## Geographie
Ghazaouet befindet sich an der westalgerischen Küste zwischen Kap Tarsa und der marokkanischen Grenze. Während der französischen Kolonialzeit trug sie den Namen Nemours.
Die Stadt liegt am Fuß der Gebirgskette Monts des Traras. Ihr fließen der Oued el Mersa und weitere kleine Wasserläufe zu, die hier das Mittelmeer erreichen. Bei der Stadt befinden sich drei nennenswerte Erhebungen. Es handelt sich dabei um die Berge Djebel Fillaousen (1136 m), Djebel Tadjra (861 m) und Djebel Zendal (613 m).
An den nahen Gebirgshängen prägen Eichen und Eukalyptus den Baumbestand. Das Klima ist trocken und im Jahresverlauf relativ gleichbleibend. Im Kalenderjahr hat Ghazaouet im Mittel 72 Regentage mit 485 mm Niederschlag. Die Jahrestemperatur schwankt zwischen 12 und 24,5 °C.

## Geschichte
Die Stadt Ghazaouet besitzt eine römische Frühgeschichte. Zu dieser Zeit wurde sie Ad Fratres genannt. Diese Bezeichnung leitet sich von zwei markanten und etwa 25 Meter hohen Felsen (Les Deux Frères/Zwei Brüder) ab, die etwa 300 Meter vor der Küste liegen. Sie dienten bereits in dieser Epoche als Navigationshilfe für die Seefahrt. In römischer Zeit war hier eine Hafenanlage und auf dem östlichen Felsenplateau der Landspitze ein Militärposten (4. Jahrhundert) vorhanden.
Das französische Nemours ist 1844 gegründet worden. Damals errichtete man zur Versorgung im Krieg mit Marokko entsprechende militärische Anlagen. Ihren französischen Namen erhielt die militärische Siedlung auf königliche Anordnung 1847 nach dem Louis Charles Philippe Raphael d’Orléans, duc de Nemours, der während der 1830er Jahre in Algerien die Truppen Frankreichs befehligte und einen Eroberungskrieg gegen Abd el-Kader führte.
Im Jahr 1869 bildeten die Kolonialbehörden auf der Grundlage des Dekrets vom 27. Januar den Verwaltungsdistrikt Nemours. Am 2. Mai 1869 erfolgten die ersten Kommunalwahlen. Seit dieser Zeit nahm die Siedlung durch ihre Architektur schrittweise ein europäisches Gesicht an.
Beginnend mit dem Jahr 1931 wurden Vorbereitungen für den Bau der Eisenbahnstrecke vom marokkanischen Oujda über den Grenzbahnhof Zoudj-el-Béghal nach Nemours unternommen. Ausschlaggebend waren dafür die Anthrazitlagerstätten von Jerada und die Manganerzvorkommen bei Bouarfa. Dieser Teilabschnitt wurde 1936 in Betrieb genommen.
Der Hafenausbau begann in moderner Zeit 1908 und diente seither dem Handel sowie der Fischerei. Zeitweilig hatten marokkanische Produkte einen hohen Anteil am Exportgeschehen in diesem Hafen. Zwischen 1953 und 1958 wurde durch die Firma A. Monod sein Areal erweitert und seither bietet er zehn Quais. Die Eisenbahnverbindung ermöglicht einen Warenaustausch bis nach Niger.

## Bevölkerung
Die einheimische Bevölkerung gehört den Arabern an. Ferner gibt es Franzosen.
Die Bevölkerungszahl lag 1948 bei 9514 Personen. Inzwischen stieg sie stetig an (1977: 17 176 Ew.; 1987: 27 252 Ew.).

## Religion
Die Bevölkerung ist fast ausschließlich muslimisch.

## Wirtschaft und Verkehr
Das wirtschaftliche Rückgrat der Stadt war immer ihr Hafen. Heute befindet sich dort ein Containerterminal. Auf dem Land beansprucht er eine Fläche von 23 Hektar und ist für den Fracht- und Personenverkehr konzipiert. Als Fischereihafen hat der Hafen für Algerien eine hohe Bedeutung. Wichtigste Produkte sind Sardinen und Anchovis. An mineralischen Produkten werden Steinkohle, Mangan-, Eisen-, Kupfer- und Kobalterz sowie andere Rohstoffe ausgeführt. Besonders rege Handelsbeziehungen bestehen heute mit Spanien (Hafen Alméria).
Der Gütertransport erfolgt auf der Straße und per Eisenbahn vom und ins Hinterland. Die Eisenbahnlinie führt zunächst südwärts und mündet westlich von Tlemcen in die Hauptlinie Oran-Oujda-Casablanca.
Die Nationalstraße N. 7A erstreckt sich von Ghazaouet südlich nach Maghnia, wo sie in der N. 7 nach Tlemcen aufgeht. Regionalstraßen erschließen das gebirgige Hinterland der Stadt.
Im Umfeld der Stadt, besonders in den Taleinschnitten mit ausreichender Wassersituation, wurden Gärten und Obstplantagen angelegt. Im Zentrum dieser Agrarwirtschaft stehen Früchte und der Weinbau.

## Sehenswürdigkeiten
- alte Hafenanlagen und Kirche
- Monument de Bab-el-Assa im Stadtzentrum (am alten Hafen)
- Felsengruppe Les Deux Frères und eine kleine Gruppe Les deux soeurs in der Hafenbucht
- einen Kilometer östlich des Stadtzentrums antike römische Siedlungsreste
- altes Berberschloss Taount auf dem östlich gelegenen Felsplateau
- zwei Kilometer östlich des Stadtzentrums das Marabout de Sidi Brahim

## Söhne und Töchter der Stadt
- Octave-Edouard-Francois Llabador (* 17. Mai 1877; † 10. November 1939), Jurist, Bürgermeister von Nemours
- Han Ryner (* 7. Dezember 1861, † 6. Januar 1938), Poet und Philosoph